# Wyspy Cooka na Letnich Igrzyskach Olimpijskich 2004
Reprezentacja Wysp Cooka na Letnich Igrzyskach Olimpijskich 2004 w Atenach liczyła troje zawodników – dwóch mężczyzn i jedną kobietę. Wystartowali oni w dwóch dyscyplinach: lekkoatletyce oraz w podnoszeniu ciężarów.

## Wyniki reprezentantów Wysp Cooka

### Lekka atletyka
- Harmon Harmon – 100 m odpadł w 1. rundzie, 7. miejsce[2]
- Tereapii Tapoki – rzut dyskiem kobiet odpadła w kwalifikacjach 49. miejsce[3]

### Podnoszenie ciężarów
- Sam Nunuku Pera – do 105 kg – 14. miejsce[4]